# Ciclo del combustible nuclear
El ciclo del combustible nuclear, también denominado cadena del combustible nuclear, está compuesto de pasos de preparación previa que conducen a la preparación de uranio para su uso como combustible en el funcionamiento de un reactor y pasos de tratamiento posterior que son necesarias para administrar con seguridad, acondicionar y librarse del residuo radiactivo.

## Distintos ciclos de combustible

### Ciclo de combustible “Once-through” (para un solo uso)
Técnicamente no es un ciclo per se. El combustible es utilizado una vez y, sin posterior procesado, es enviado para su almacenamiento con solo un embalaje que proporcione el mejor aislamiento de la biosfera. Este método es el que siguen seis países:Estados Unidos; Canadá; Suecia; Finlandia; España y Unión Sudafricana. Algunos países, principalmente Suecia y Canadá, han diseñado repositorios que permitan la futura recuperación del material si surgiera tal necesidad, mientras que otros países planifican su confinamiento permanente.

### Ciclo de Plutonio
Muchos países utilizan los servicios de reprocesado ofrecidos por BNFL y COGEMA. En ellos se separan los productos de fisión, uranio y plutonio para su vertido o uso posterior. BNFL ya ha empezado a fabricar combustible MOX que está siendo suministrado para hacer funcionar reactores en muchas partes del mundo. Este uso de combustible que fue creado en un reactor cierra el ciclo. No obstante, es probable que después de varios reciclados del plutonio su firma isótropa no sea válida para un siguiente uso en un reactor térmico.

### Reciclaje de actínidos menores
Se ha propuesto que, además del uso del plutonio, los actínidos menores pudieran utilizarse en un reactor de energía crítico. Ya se han realizado pruebas en las cuales se ha utilizado el americio como combustible. Pero debe destacarse que el bombardeo de neutrones incluso en un reactor “rápido” no es un método adecuado para 'quemar' todos los transplutónicos. Por ejemplo, si se irradia el Curio con neutrones se formarán actínidos muy pesados Californio y Fermio que proseguirán una fisión espontánea. Como resultado, la emisión de neutrones en un combustible usado que haya incluido el curio, será mucho más alta. 
Algunos tipos de reactores (como por ejemplo, el Reactor Rápido Integral) se han diseñado para este ciclo de combustible bastante distinto. En principio, sería posible obtener energía de la fisión de cualquier núcleo de actínido. Con un meticuloso diseño del reactor, se pueden consumir todos los actínidos presentes en el combustible, dejando sólo los elementos más ligeros con vidas medias cortas. Ningún reactor de estas características se ha hecho funcionar a escala industrial. 
Es vital para la transmutación de los metales transplutónicos que la energía de los neutrones sea alta. Incluso la energía neutrónica en un reactor reproductor rápido (fast breeder), el cual puede utilizarse como un quemador rápido si se hace funcionar con un combustible distinto, podría no ser suficientemente rápido. Una alternativa a un reactor crítico en el que los neutrones se generan por la fisión de los núcleos actínidos es un reactor con aceleración conducida sub-crítica. En él un rayo de o bien protones (en los diseños de Estados Unidos o europeos., o bien electrones (en el diseño Japonés) se dirige a un objetivo. En el caso de los protones, neutrones muy rápidos saltarán del objetivo, mientras que en el caso de los electrones se generarán fotones de muy alta energía. Estos neutrones y fotones de alta energía podrán entonces provocar la fisión de los actínidos pesados. Cuando esto sucede, la parte cruzada de muchos actínidos disminuye mientras se incrementa la energía neutrónica, pero el ratio de fisión sobre simple activación (reacciones ng) cambia a favor de la fisión a medida que la energía neutrónica se incrementa.
Dependiendo de la fuente de neutrones la energía puede variar:
- Térmica: de 0 a 100 eV
- Epitérmica: de 100 eV a 100 KeV
- Rápida (a partir de fisión nuclear): de 100 KeV a 3 MeV
- DD fusión: 2,5 MeV
- DT fusión: 14 MeV
- Núcleo de acelerador guiado: 200 MeV (guiado por 1,6 GeV protones)
- Fusión Muon-catalizada: 7 GeV

Aquí sería posible destruir incluso el curio sin generación de metales transcúricos si la energía neutrónica fuera alta, como una alternativa al curio (244Cm, vida media: 18 años) podría dejarse degenerar a 240Pu antes de utilizarlo en el combustible en un reactor rápido.
Es verosímil que el combustible pueda resistir más ciclos térmicos que los combustibles convencionales, y ello es así porque el acelerador tienda probablemente a detener su funcionamiento en un supuesto convencional. Cada vez que el acelerador se detiene el combustible se enfría, y este es el motivo por el que sea normal que muchos reactores de energía convencionales para que la planta funcione a plena potencia, lo hagan de forma continuada durante semanas o meses, en lugar de proceder a encendidos y apagados diarios.
Combustible u objetivos para esta transmutación de los actínidos
Hasta ahora todavía no se ha elegido el tipo de combustible (objetivo) para la transformación de actínidos.
Dependiendo de la matriz, el proceso puede generar más transuránicos de la matriz, lo que pudiera ser visto como bueno (generar más combustible) o como malo (generación de más elementos transuránicos radiotóxicos ). Existen series de diferentes matrices que pueden controlar esta producción de actínidos pesados.
Actínidos en una matriz inerte
El actínido sería mezclado con un metal que no forme más actínidos, por ejemplo, podría utilizarse una solución sólida de un actínido en un sólido como el circonio.
Actínidos en óxido de torio
El óxido de actínido cuando se mezcla con el de torio formará por bombardeo de neutrones 233U (mientras sea fisible), y es probable que el 233U en un posterior bombardeo de neutrones alcance la fisión siendo inverosímil que se generen elementos transuránicos de la matriz.
Actínidos en óxido de uranio
Esto es probable que lleve a la generación de nuevo 239Pu.

### El ciclo de combustible del torio
El ciclo de combustible del torio, utiliza al torio para absorber neutrones con lentitud (en un reactor) para al fin formar Uranio-233; el cual a su vez es quemado como combustible. Por lo tanto, como el Uranio-238 es un material fértil.
Como combustible, y desde un punto de vista neutrónico, el U-233 es superior a U-235 y al Pu-239, debido a su mayor producción de neutrones por neutrón absorbido. Otro aspecto positivo es que el óxido de torio funde alrededor de los 3.300 °C comparados con los 2.800 °C del dióxido de uranio. El U-233 también mantiene sus buenas propiedades neutrónicas con altas temperaturas, mejor que el U-235 o el Pu-239. Esta estabilidad significa más alta ignición y más altas temperaturas de funcionamiento, con beneficios térmicos del 50-55%. También, desde la respectiva posición del uranio y el torio en la tabla periódica, la cantidad de los actínidos menores de larga vida que resultan de la fisión, es mucho menor en el ciclo del torio que en el del plutonio. Finalmente, todo el mineral de torio es potencialmente utilizable en un reactor, lo que, comparado con el 0,7% del uranio natural, se obtengan 40 veces más energía por unidad de masa.
Después de arrancar el reactor con cualquier otros material fisible (U-235 o Pu-239), se puede crear un ciclo de producción similar pero más eficiente que con el U-238 y el plutonio. El Th-232 absorbe un neutrón para convertirse en Th-233 el cual normalmente deriva a protactinio-233 y después a U-233. El combustible irradiado es entonces descargado del reactor, se extrae el U-233, el cual se utiliza en otro reactor conformando un ciclo de combustible cerrado.

### Actividad industrial actual
Actualmente los únicos isótopos utilizados como combustible nuclear son Uranio U235, Uranio U238 y Plutonio Pu239, a pesar de las ventajas que tiene el propuesto ciclo del torio como combustible. Algunos reactores modernos, con modificaciones menores, podrían utilizar torio, que es más completo que el uranio.
Los reactores de agua pesada y los regulados por grafito pueden utilizar uranio tal como es obtenido y refinado, pero la inmensa mayoría de los reactores en el mundo requieren que la proporción entre Uranio-235 (U235) y Uranio-238 (U238) esté incrementada. En los reactores civiles el enriquecimiento se incrementa hasta un 5% de U235 y un 95% de U238, pero en los reactores navales se alcanza hasta el 93% de U235.
El término combustible nuclear no se utiliza normalmente con respecto a la energía de fusión, que funde isótopos de hidrógeno en helio para liberar energía.

## Preparación

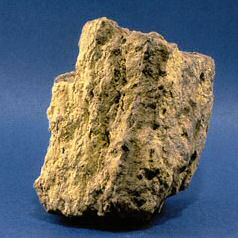
1 Mineral de uranio – la materia prima principal del combustible nuclear
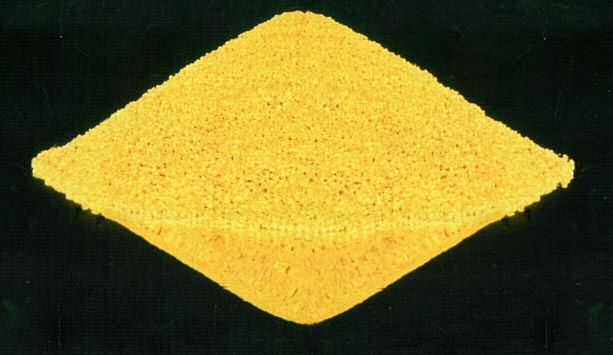
2 Yellowcake (Torta amarilla) – la forma en la que el uranio es transportada a la planta de enriquecimiento.
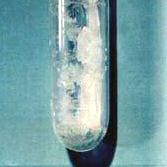
3 UF6 -  Utilizado en el enriquecimiento.
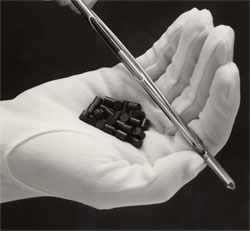
4 Combustible nuclear – un sólido compacto, inerte e insoluble.

### Exploración
Un depósito de uranio, descubierto mediante técnicas geofísicas, es evaluado y muestreado para determinar las cantidades de materiales de uranio que son extraíbles a unos costos específicos. Las reservas de uranio son las cantidades de mineral que se estima se pueden extraer a unos costes especificados. El uranio en la naturaleza está formado básicamente por dos isótopos, U238 y U235. Los números se refieren al número de masa atómica para cada isótopo, o al número de protones y neutrones en el núcleo atómico. El uranio que se obtiene naturalmente contiene aproximadamente el 99,28% de U238 y el 0,71% de U235. Los núcleos atómicos del U235 están muy cerca de la fisión cuando son atacados por un neutrón libre, por lo que el isótopo se dice que es un isótopo "fisible". Por otro lado, el núcleo de un átomo de U238, en lugar de iniciar la fisión cuando es atacado por un neutrón libre, casi siempre absorberá el neutrón libre y generará un átomo del isótopo U239. Este isótopo inicia una radioactividad natural para degenerar en Pu239, el cual, como el U235, es un isótopo fisible. Los átomos de U238 se dice que son fértiles, ya que, mediante la irradiación por neutrones en el núcleo, pueden producir eventualmente átomos fisibles de Pu239.

### Minería
El mineral de uranio puede obtenerse en excavaciones a cielo abierto o subterráneas, con métodos similares a la minería de otros metales. 
Los métodos de lixiviación in situ también son utilizados en Estados Unidos. En esta tecnología, el uranio es lavado desde el lugar donde se encuentra el mineral, mediante fuentes de agua espaciadas con regularidad, y recuperado de la solución lixiviada en una planta en superficie. 
Las minas de uranio en los Estados Unidos contienen normalmente de un 0,05 a un 0,3 % de óxido de uranio (U3O8). Algunos depósitos de uranio explotados en otros países son de mayor riqueza y también más grandes que los de Estados Unidos. 
El uranio también está presente en un reducidas proporciones (de 50 a 200 ppm) en algunos depósitos que contienen fosfatos de origen marino. Puesto que la minería de los fosfatos mueve muy grandes cantidades en el proceso húmedo de producción de ácido fosfórico utilizado en fertilizantes y otros productos químicos, en algunas plantas al procesar los fosfatos también procesan el uranio que, aunque en pequeñas proporciones, puede ser recuperado de forma económica en el proceso.

### Molienda
El uranio extraído normalmente se procesa para reducir el material a un tamaño uniforme de partícula, para, a continuación, tratar el mineral para extraer el uranio mediante lixiviado químico. 
El proceso de molienda habitualmente produce un polvo seco de un óxido de uranio de fórmula U3O8 (cuyo uranio es uranio natural, no enriquecido), la "torta amarilla" (en inglés yellowcake), la cual se vende en el mercado de uranio.

### Conversión del uranio
El óxido de uranio molido, U3O8, debe ser convertido en hexafluoruro de uranio, UF6, el cual es la forma requerida actualmente por la mayoría de las plantas de enriquecimiento de uranio en funcionamiento. Sólido a la temperatura ambiente, el UF6 puede evaporarse a una temperatura moderadamente más alta de 57 °C. El producto UF6 convertido contiene sólo uranio natural, no enriquecido.
U3O8 también se convierte en el tipo cerámico UO2 para uso en reactores que no requieren combustible enriquecido, como, por ejemplo, el CANDU. Los volúmenes de material convertido directamente en UO2 son normalmente pequeñísimos comparados con los convertidos en UF6.

### Enriquecimiento

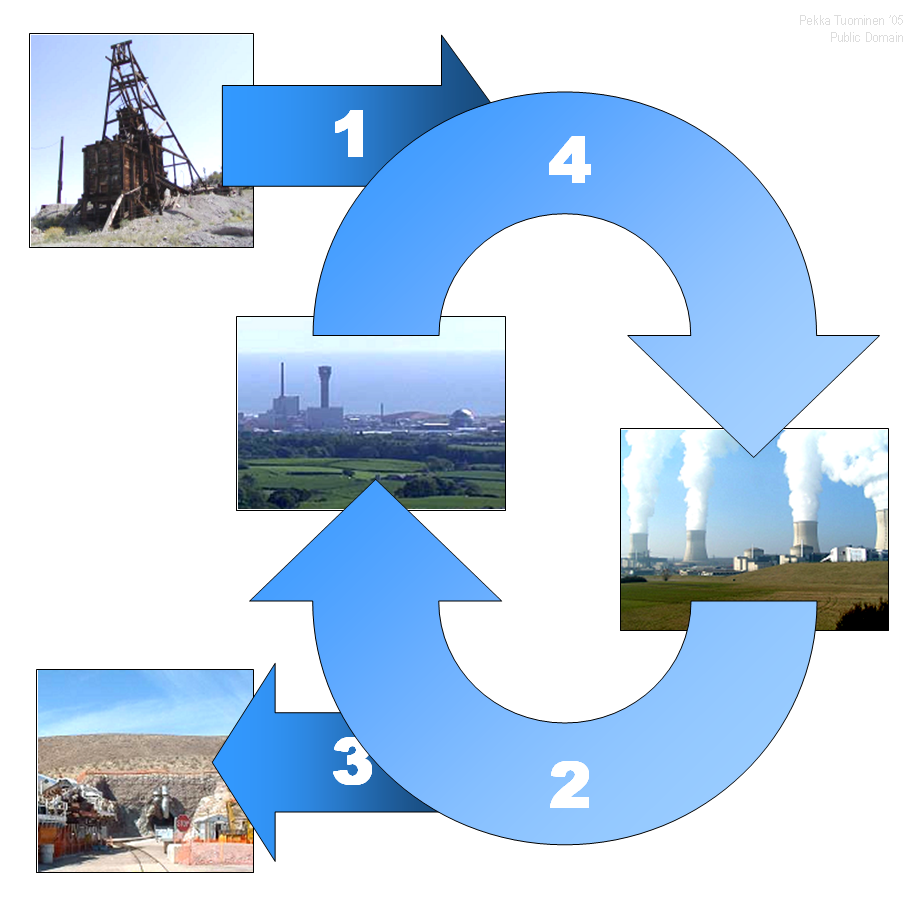
Un ciclo de combustible nuclear cerrado (reciclado del Pu) empieza cuando el uranio es extraído de la mina, enriquecido y manufacturado para combustible nuclear (1) el cual se entrega en una planta de energía nuclear. Después de su uso en la planta de energía el combustible gastado es entregado a una planta de reprocesado (2) o a un repositorio final (3) para vertido geológico. En el reprocesado el 95% del combustible gastado puede ser reciclado y devuelto para su uso en una planta de energía (4).

La concentración del isótopo fisionable, U235 (0,71% en el uranio natural) es inferior a la requerida para mantener una reacción nuclear en cadena en los núcleos de los reactores de agua ligera. El UF6 natural, por tanto, debe ser enriquecido con el isótopo fisionable para que pueda utilizarse como combustible nuclear. Los diferentes niveles de enriquecimiento requeridos para una aplicación concreta como combustible nuclear son especificados por el cliente: el combustible para un reactor de agua ligera normalmente está enriquecido hasta cerca del  5% de U235, pero también se requiere uranio enriquecido a concentraciones más bajas. El enriquecimiento se consigue utilizando alguno o algunos de los métodos de separación de isótopos. La difusión gaseosa y el centrifugado de gas son las tecnologías de enriquecimiento usadas habitualmente. No obstante, actualmente se están desarrollando nuevas tecnologías.
La mayoría  (96%) del subproducto del enriquecimiento de uranio es el uranio empobrecido, el cual tiene pocas aplicaciones. El Departamento de Energía de los Estados Unidos almacena 470.000 toneladas.

### Fabricación
Para su uso como combustible nuclear, el UF6 enriquecido se convierte en polvo de dióxido de uranio (UO2) el cual a continuación se procesa en forma de bolitas (pellets). Las bolitas son horneadas en un horno de alta temperatura para crear unas bolas cerámicas duras de uranio enriquecido. Las bolas cilíndricas son sometidas a un proceso de molido para conseguir un tamaño uniforme y apiladas de acuerdo con el diseño del núcleo del reactor, en tubos de una aleación metálica resistente a la corrosión. Los tubos son sellados para contener las bolas de combustible: a estos tubos se les llama “barras de combustible” (fuel rods). Una vez preparadas estas barras, se agrupan en ensamblajes especiales que son entonces utilizados para constituir el núcleo de combustible nuclear de un reactor de energía. 
El metal utilizado para los tubos depende del diseño del reactor – en el pasado se utilizaba el acero inoxidable, pero la mayoría de los reactores ahora utilizan el circonio. Para los tipos de reactores más habituales de reactores (BWR y  PWR) los tubos se ensamblan en manojos con los tubos separados por distancias muy precisas. A estos manojos se les asigna un número de identificación único, lo que permite su trazabilidad desde su fabricación hasta su vertido.

## Período de servicio

### Transporte de materiales radioactivos
El transporte es una parte integrada en el ciclo del combustible nuclear. Hay reactores de energía nuclear en funcionamiento de varios países pero la minería del uranio solo es viable en unas pocas áreas. Además, en el curso de más de cuarenta años de funcionamiento de la industria nuclear, se han creado un número de establecimientos específicos en varias partes del mundo para prestar servicios relacionados con el ciclo de combustible nuclear y se ha creado la necesidad de transportar los materiales nucleares a y desde estos establecimientos. La mayoría de los transportes tienen lugar entre las diferentes etapas del ciclo, pero en ocasiones el material puede ser objeto de transporte entre establecimientos similares. Con alguna excepción, los materiales del ciclo de combustible nuclear se transportan en forma sólida, siendo la excepción el  hexafluoruro de uranio (UF6) que se considera es un gas. La mayoría del material utilizado en el combustible nuclear es trasportado varias veces durante el ciclo. Los transportes son a menudo internacionales, y frecuentemente de grandes distancias, siendo efectuados normalmente por compañías de transporte especializadas.
Puesto que los materiales nucleares son radioactivos, es importante asegurar que la exposición a la radiación sea limitada, tanto para las personas que realizan el transporte como para la población en general a lo largo de las vías de transporte. El embalaje del material nuclear incluye, cuando es adecuado, la protección para reducir las potenciales exposiciones a la radiación. En el caso de algunos materiales, tales como los conjuntos de uranio combustible nativo, los niveles de radiación son despreciables y no requieren protección especial. Otros materiales, tales como el combustible usado y los residuos de alto nivel, son altamente radioactivos y requieren un manejo especial. Para limitar el riesgo en el transporte de materiales altamente radioactivos, se utilizan contenedores conocidos como “cascos para el transporte de combustible nuclear gastado” los cuales están diseñados para mantener su integridad en condiciones de transporte normal y también en caso de hipotéticos accidentes.

### Gestión del combustible en el núcleo del reactor
El núcleo de un reactor, está compuesto por unos pocos cientos de conjuntos, formados por una serie regular de celdas, cada una de ella formada por una barra de combustible o de control rodeada, en la mayoría de los casos, por un regulador de neutrones y un refrigerante (agua, en la mayoría de los reactores).
Debido al proceso de fisión que consume los combustibles las barras de combustible viejas deben ser cambiadas periódicamente por nuevas (al período se le llama un ciclo). No obstante, sólo una parte de los conjuntos (normalmente una cuarta parte) son retirados ya que el agotamiento del combustible no es uniforme espacialmente.  Además, no sería una buena política, por razones de eficiencia, poner los nuevos conjuntos exactamente en la localización de los retirados. Incluso manojos de la misma antigüedad tienen distintos niveles de ignición, lo que depende de sus posiciones previas en el núcleo. De este modo, los manojos disponibles son colocados en la manera en que se maximice el rendimiento, siempre que se cumplan las limitaciones de seguridad y las restricciones de funcionamiento. En consecuencia, los operadores de reactores se enfrentan con el llamado problema de recarga de combustible óptima, que consiste en optimizar el realineamiento de todos los conjuntos, los viejos y los nuevos, de modo que se optimice la reactividad del núcleo del reactor. Esto produce una reducción de los costes del ciclo de combustible debido al mejor quemado del combustible.
Este problema es de hecho un problema de discreta optimización, imposible de solventar con los métodos combinatorios actuales, debido al enorme número de permutaciones y a la complejidad de cada cálculo. Se han propuesto muchos métodos numéricos para resolverlo, y se han escrito muchas aplicaciones de “software” para ayudar en la gestión del combustible. Este es un tema todavía en progresión sin que se haya conseguido todavía una solución, por lo que los operadores utilizan una combinación de técnicas de cálculo y empíricas para gestionar el problema.

### Carga de Reactores
Algunos diseños de reactores, tales como  CANDU o RBMK, pueden ser realimentados sin tener que desconectarlos. Esto se consigue mediante el uso de muchos pequeños tubos de presión que contienen el combustible y el refrigerante, de modo opuesto a un recipiente de gran presión como sucede en los diseños de reactores de agua presurizada  o BWR. Cada tubo puede ser aislado individualmente realimentado mediante una máquina controlada por un operador, habitualmente a una cadencia de hasta 8 canales por día (de un total aproximado de 400) en los reactores CANDU. La realimentación sobre la marcha permite que se trate de un modo continuado el  problema de recarga de combustible óptima, lo que conduce a un más eficiente uso del combustible. Este incremento de eficiencia es parcialmente contrarrestado por la complejidad añadida de requerir cientos de tubos de presión y las máquinas de alimentación que los atienden.

## Tratamiento posterior

### Almacenaje provisional
Después de su ciclo de funcionamiento, el reactor es desconectado para su realimentación. El combustible descargado en ese momento (combustible gastado) es almacenado bien en el propio emplazamiento del reactor, normalmente en un bloque de combustible gastado, o bien, potencialmente en un establecimiento común lejos de los emplazamientos de los reactores. Si la capacidad del bloque de almacenaje in situ queda saturada, será deseable almacenar el ahora combustible gastado frío en un lugar de almacenaje modular seco conocido como Instalaciones Independientes para el Almacenaje de Combustible Gastado (en inglés: (ISFSI)), bien sea en el emplazamiento del reactor o en otro lugar alejado de él. Las barras de combustible gastado normalmente se almacenan en agua, que proporciona a la vez refrigeración (el combustible gastado sigue generando calor como resultado de la radioactividad residual) y protección (para proteger el entorno de radiación residual ionizante), a pesar de que después de un período de enfriamiento pueden ser trasladadas a un almacenaje de casco seco.

### Reprocesado
El combustible gastado descargado de los reactores contiene cantidades apreciable de fisibles (U235, Pu239), del fértil (U238), y de otros materiales radioactivos, incluidos venenos nucleares (el motivo por el cual el combustible ha tenido que retirarse). Estos materiales fisibles o fértiles pueden ser separados químicamente y recuperarse del combustible gastado. El uranio y el plutonio recuperados pueden, si las condiciones institucionales y económicas lo permiten, ser reciclados para su uso como combustible nuclear. 
El óxido de mezcla, o combustible MOX, es una mezcla de uranio y plutonio recuperados y uranio agotado (DU) que se comporta de forma similar (aunque no idéntica) a la alimentación con uranio enriquecido para la cual fueron diseñados muchos reactores. El combustible MOX es una alternativa al uranio de bajo enriquecimiento (LEU) utilizado en los reactores de agua ligera los cuales son predominantes en la generación de energía nuclear.
Actualmente, las plantas en Europa están reprocesando el combustible gastado en establecimientos en Europa y Japón. El reprocesamiento de combustible nuclear gastado de reactores comerciales no está permitido en Estados Unidos debido a consideraciones de no-proliferación. Sin embargo la recientemente anunciada  Global Nuclear Energy Partnership (Asociación Global de Energía Nuclear) seguiría los criterios de Estados Unidos para que una asociación internacional controlara el reprocesamiento de combustible gastado de modo que el plutonio que se generase fuera utilizable como combustible nuclear pero no para armas nucleares.

### Vertido de los residuos
Una preocupación actual en el campo de la energía nuclear es el vertido seguro y el aislamiento de, tanto el combustible gastado de los rectores, como, si se utiliza la opción de reprocesado, los residuos de las plantas de reprocesado. Estos materiales deben aislarse de la biosfera hasta que la radioactividad que contengan haya disminuido hasta un nivel seguro. En los Estados Unidos, según la Nuclear Waste Policy Act de 1982, el  Departamento de Energía tiene la responsabilidad de desarrollar un sistema de vertido nuclear para el combustible nuclear gastado y los residuos de alto nivel de radioactividad. Los planes actuales aluden a un vertido final de los residuos en forma sólida en profundidades autorizadas, dentro de estructuras geológicas estables.
Un método para hacer menos probable que el residuo de los reactores de energía sea la causa de enfermedades para la humanidad, y hacer el vertido más barato es el reprocesado tal como se ha expuesto más arriba.